# Calycoseris
Calycoseris är ett släkte av korgblommiga växter. Calycoseris ingår i familjen korgblommiga växter.
Kladogram enligt Catalogue of Life:
| Calycoseris | \| \| Calycoseris parryi \| \| \| \| \| \| Calycoseris wrightii \| \| \| \| |
|             | \| \| Calycoseris parryi \| \| \| \| \| \| Calycoseris wrightii \| \| \| \| |
|             | Calycoseris parryi                                                          |
|             |                                                                             |
|             | Calycoseris wrightii                                                        |
|             |                                                                             |

## Bildgalleri

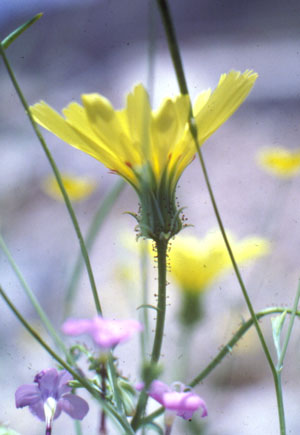